# Gomphus exilis
The Lancet Clubtail (Gomphus exilis) là một loài chuồn chuồn ngô thuộc họ Gomphidae được tìm thấy ở miền nam Manitoba và Ontario và đông bắc Hoa Kỳ.
The adults are approximately 4.3 cm (1.7 in) long. The males claspers are 'lancet' shaped, hence the common name. The body is black with green stripes on the thorax và green triangles on the abdomen. The last two abdominal segments have yellow patches on the outer edges.
Their flight period is từ tháng 6 đến tháng 7.

## Hình ảnh

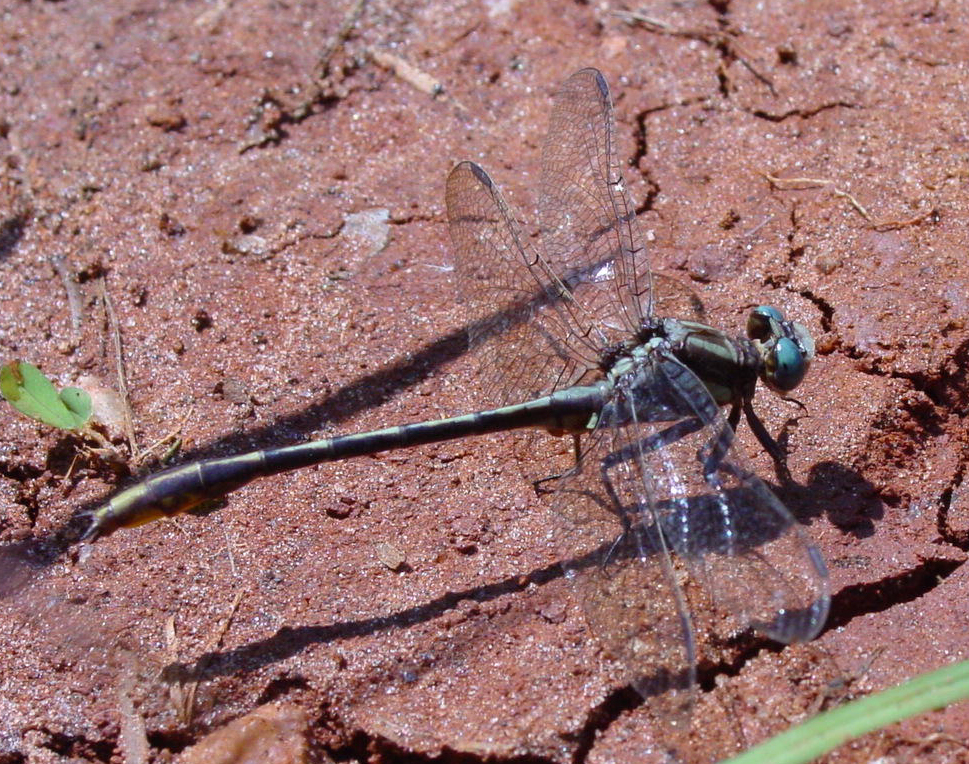
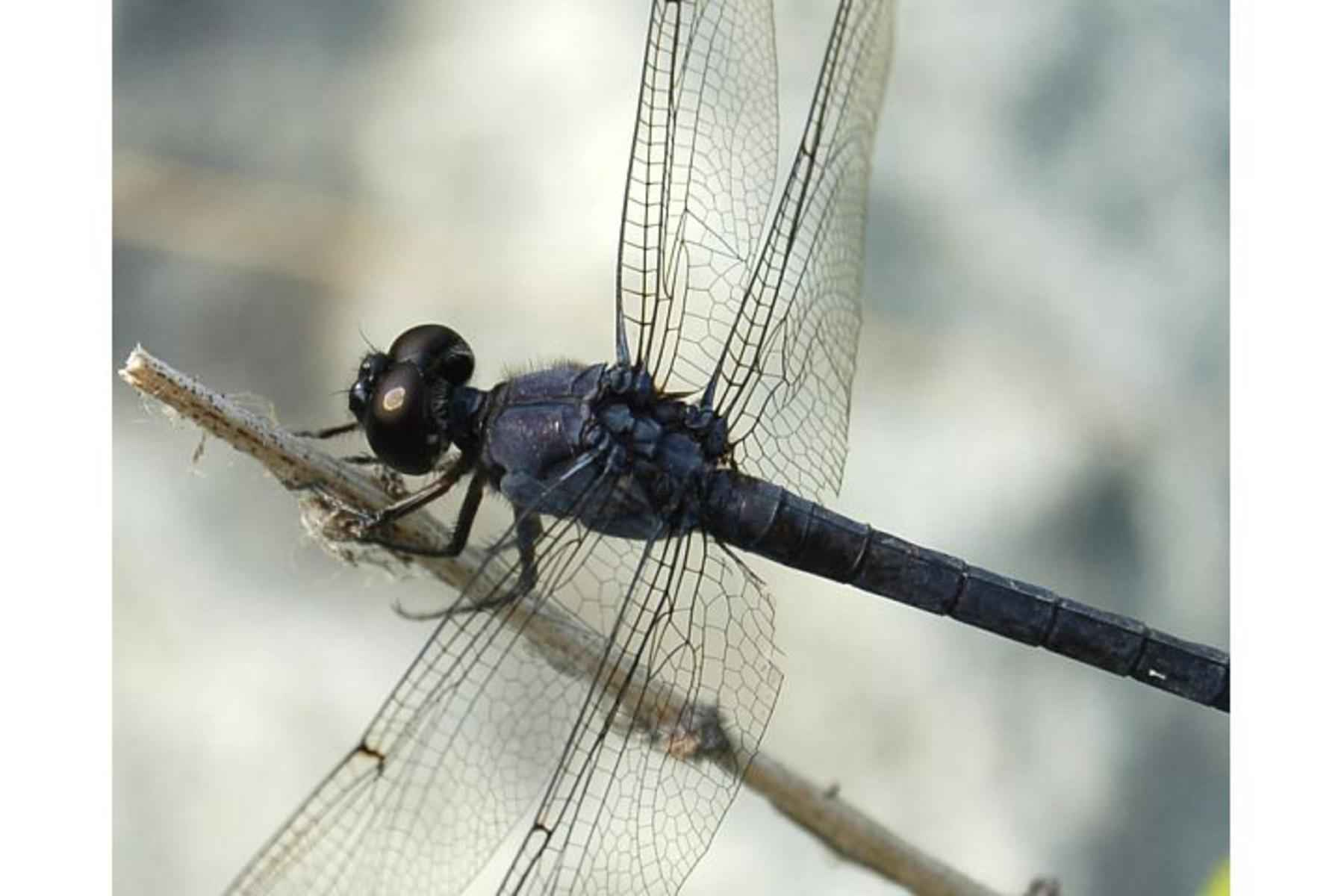